# Perissus granulithorax
Perissus granulithorax är en skalbaggsart som beskrevs av Maurice Pic 1933. Perissus granulithorax ingår i släktet Perissus och familjen långhorningar. Inga underarter finns listade i Catalogue of Life.